# International Public Sector Accounting Standards
Les International Public Sector Accounting Standards (IPSAS) sont des normes comptables internationales pour le secteur public (gouvernements, collectivités locales, établissements publics et parapublics, institutions internationales, etc.).

## Objectifs
Les IPSAS ont pour but d'améliorer la qualité de l'information financière des entités du secteur public, pour permettre des décisions d'allocation de ressources fondées sur une information plus fiable, et ainsi améliorer la transparence financière et la responsabilité dans ce domaine.

## Applicabilité
Les IPSAS sont des normes destinées à être utilisées par les institutions publiques nationales, régionales (c-a-d collectivités territoriales...), locales (municipalités, communautés urbaines) et toute entité publique (agence, autorité, commission...). Les IPSAS sont largement utilisées par les organisations intergouvernementales et internationales. Les IPSAS ne s'appliquent pas aux entreprises publiques a statut commercial (SA, SARL, etc) ou opérant dans un contexte concurrentiel (régies)

## Élaboration
Les IPSAS sont édictées par l'IPSASB (International Public Sector Accounting Standards Board), un organe indépendant de l'IFAC (International Federation of Accountants).
L'IPSASB développe les IPSAS en donnant l'opportunité de commenter aux parties intéressées, c'est-à-dire les auditeurs externes, les préparateurs de comptes (ce qui inclut les ministères des Finances), les organismes charges de créer des standards comptables nationaux et internationaux, et les citoyens. Les réunions de l'IPSASB où sont discutés les développements et où sont approuvés la publication des IPSAS et autres documents sont ouvertes au public. Les agenda, incluant les minutes des réunions de l'IPSASB, sont publiées sur le website de IPSASB : www.ipsasb.org. Les observateurs aux réunions de l'IPSASB sont notamment la BAD, l'Union européenne, l'IASB, le FMI, l'INTOSAI, l'OCDE, la Banque mondiale, les Nations unies et le PNUD.

## Convergence des IPSAS avec lesIFRS
Les IPSAS sont inspirées des International Financial Reporting Standards (IFRS), anciennement nommées IAS. Les IFRS sont écrites par l'International Accounting Standards Board (IASB). L'IPSASB adapte les IFRS pour le secteur public quand nécessaire. Dans ce processus, l'IPSASB essaye autant que possible, de maintenir le principe comptable et le texte original de l'IFRS, sauf si une raison importante liée au secteur public rend nécessaire une différenciation.

## Langue officielle des IPSAS
Le texte officiel des normes IPSAS est celui publie par l'IPSASB en langue anglaise. Le manuel de l'IPSASB a été traduit d'anglais en français, espagnol, allemand, russe et chinois. La Société Arabe des Experts Comptables (ASCA) de Jordanie a publié une version arabe du manuel IPSASB. Le Brésil prépare une traduction en portugais.

## Caractéristiques des IPSAS
Il y a 31 normes sur la comptabilité d'engagement, et une norme sur la comptabilité de caisse (source : IPSAS Handbook publié en mars 2011).
Quand les comptes annuels sont en comptabilité d'engagement, ils doivent comporter :
- l'état de la situation financière (IPSAS 1) ;
- l'état de la performance financière (IPSAS 1);
- le tableau des flux de trésorerie (IPSAS 2) ;
- l'état de variation de l'actif net et de la situation nette (IPSAS 1) ;
- les notes aux états financiers, ou Annexe (IPSAS 1).

Quand les comptes annuels sont en comptabilité de trésorerie, ils doivent comporter l'état des recettes et paiements en trésorerie.

## Financement de l'IPSASB
Les banques de développement multilatérales (Banque mondiale, Banque africaine de développement...) fournissent une part substantielle du financement du travail de l'IPSASB. D'autres sources de revenu viennent des institutions internationales, nationales et régionales. En outre, l'IFAC (International Federation of Accountants) et la CICA (Canadian Institute of Chartered Accountants) soutiennent l'activité de l'IPSASB.

## L'impact de lacrise du créditsur la comptabilité du secteur public
La crise du crédit a soulevé plusieurs problèmes de comptabilité publique. Les gouvernements ont consenti d'énormes crédits aux banques, et parfois garanti leurs dettes explicitement ou implicitement, et dans certains cas pris le contrôle de banques en détresse.
La nature exceptionnelle de cette crise bancaire et les initiatives sans précédent des gouvernements et banques centrales de par le monde ont renforce l'importance de la qualité des normes de comptabilité publique.
La crise bancaire a accru le besoin de gouvernance et responsabilité dans le secteur public, et de signifiance et clarté dans les comptabilités publiques.

## Adoption des IPSAS par les organisations internationales
Les organisations intergouvernementales suivantes ont adopté les IPSAS ou ont commencé le processus de passage aux IPSAS :
- Agence spatiale européenne (ASE) : conformité aux IPSAS le 1/1/2010
- Communauté des Nations (ex-British Commonwealth) : adoption pour l'exercice 2008-2009.
- Communautés européennes : règles comptables proches des IPSAS depuis 2005.
- Conseil de l'Europe (CoE) : comptes conformes aux IPSAS depuis 2007.
- ITER (ITER Organization - IO) : comptes conformes aux IPSAS depuis 2008.
- International Criminal Police Organization (Interpol) : depuis 2007, les comptes annuels sont préparés selon les règles financières Interpol et conformes aux IPSAS. En cas de divergence, ce sont les règles Interpol qui s'appliquent. Les divergences ne sont pas jugées significatives.
- Organisation du traité de l'Atlantique nord (OTAN) : règles comptables proches des IPSAS depuis 2006.
- Organisation européenne pour l'exploitation des satellites météorologiques (EUMETSAT) : pleine conformité aux IPSAS pour les comptes annuels 2012.
- Organisation de coopération et de développement économiques (OCDE) : comptes conformes aux IPSAS depuis 2000; la première institution au monde à utiliser les IPSAS.
- Observatoire européen austral (ESO, European Southern Observatory) : comptes conformes aux IPSAS depuis 2010
- Nations unies : les Nations unies, les programmes et fonds (tels que PNUD, UNICEF et HCR), les agences (telles que FAO, OACI, OIT, UNIDO, UNESCO et OMS) et les organisations sœurs (telles que AIEA, OPCW, OMC Organisation mondiale du commerce, et l'OMM Organisation météorologique mondiale) visent la conformité aux IPSAS pour les rapports comptables (résolution 60/283 de juillet 2006 pour l'adoption des IPSAS par toutes les institutions des Nations unies). Les rapports budgétaires pleinement IPSAS sont plus rares: l'OACI publie son rapport budgétaire en IPSAS.
  - Programme alimentaire mondial (PAM) : le PAM fut la première agence de l'ONU à adopter les IPSAS. Dans ses comptes 2008, le PAM a applique tous les standards de l'IPSAS Board. Les comptes du PAM sont en ligne en Anglais à http://fb.unsystemceb.org/reference/05/fold31069/WFP/
  - PNUD : adoption en 2009/2012[5].

## IPSAS par pays
- Afghanistan	Il est prévu d'appliquer les IPSAS en base trésorerie d'abord, puis en comptabilité d'engagement. La loi a été votée.
- Albanie. - Le gouvernement prévoit d'adopter les IPSAS en compta d'engagement, avec l'aide du gouvernement italien, l'UNDP et la Banque mondiale.
- Algérie. - Le projet de la Banque mondiale pour la comptabilité publique et d'autres reformes inclut les IPSAS.
- Allemagne. - La ville de Hambourg prend en considération les IPSAS, les IFRS et le Handelsgesetzbuch (HGB) pour préparer ses comptes (en comptabilité d'engagement).
- Arabie saoudite. - Le ministère des Finances du Royaume d’Arabie saoudite et la cour des comptes saoudienne (Saudi Audit Bureau) ont commissionné une étude en 2008 pour évaluer la comptabilité publique actuelle et pour analyser les améliorations que les IPSAS pourraient apporter.
- Argentine. - Processus en place pour développer des normes comptables pour le secteur public qui seront harmonisées avec les IPSAS d'engagement.
- Arménie. - IPSAS en base trésorerie en cours d'adoption; par la suite passera aux IPSAS d'engagement.
- Australie. - A adopté des normes comptables d'engagement, compatibles avec les IPSAS. L'Australian Accounting Standards Board (en) (AASB) a publié des équivalents australiens aux IFRS (A-IFRS). Le AASB a apporté certaines modifications aux décisions de l'IASB pour créer les A-IFRS, cependant leur effet est généralement d'éliminer des options disponibles en IFRS, d'introduire des obligations additionnelles de reporting, ou de créer des obligations pour les entités du secteur public, plutôt que de dévier des IFRS. À cause de ces amendements, les normes australiennes qui s'appliquent au Secteur Public sont très similaires aux IPSAS.
- Autriche. - Processus en place pour adopter les IPSAS en base d'engagement.
- Azerbaïdjan. - Processus en place pour adopter les IPSAS en base d'engagement.

- Bangladesh. - Le gouvernement du Bangladesh a exprimé à la fois l'engagement et la volonté d'adopter les IPSAS (base trésorerie) et a pris l'initiative de préparer ses états financier en conformité avec les IPSAS (base trésorerie).

Les premiers états financiers fondés sur les IPSAS base trésorerie, pour les principaux ministères puis pour les organismes spécialisés, sont prévus pour les exercices financiers 2007-2008 et 2009-2010 respectivement. Le gouvernement considère l'adoption des IPSAS Base trésorerie comme un point de départ pour l'adoption des IPSAS en base engagement dans le long terme.
- Barbade. - Processus en place pour adopter les IPSAS en base d'engagement.
- Bhoutan. - Le département des Comptes publics (DPA) a annoncé qu'il va développer des Normes Comptables du Gouvernement Royal du Bhoutan en se référant aux normes IPSAS en comptabilité de trésorerie. Le gouvernement du Bhoutan a exprimé son engagement à adopter les IPSAS en base trésorerie et à étudier la faisabilité de passer graduellement à la comptabilité d'engagement.
- Brésil. - Le Gouvernement fédéral du Brésil a annoncé son plan pour passer pleinement aux IPSAS en 2012.
- Cambodge. - Le processus est en place pour adopter les IPSAS en base d'engagement.
- Canada. - Applique des normes comptables qui sont globalement compatibles avec les IPSAS.
- Îles Caïmans. - Le gouvernement a adopté les IPSAS en base d'engagement.
- Chine. - Un projet est en place pour adopter les IPSAS. Il n'y a aucune décision formellement annoncée.
- Chypre. - A adopté les IPSAS en base trésorerie.
- Colombie. - Le gouvernement de Colombie a pris l'engagement d'adopter les IPSAS et travaille sur la convergence de ses normes comptables nationales avec les normes internationales.
- Costa Rica. - Le gouvernement du Costa Rica a décidé le passage aux IPSAS le 11 octobre 2007, en publiant le décret No. 34029-H. Le processus d'adoption et de mise en œuvre des IPSAS a été entrepris par la préparation du Cadre comptable officiel pour les secteurs financiers et non financiers du secteur public au Costa Rica.
- Croatie. - Processus en place pour adopter les IPSAS en base d'engagement.
- Chypre. - Processus en place pour adopter les IPSAS en base cash.
- Afrique de l'Est, République d'Afrique du Sud. - L'Association comptable d'Afrique de l'Est et du Sud a inscrit l'adoption des IPSAS dans ses buts. Les États membres de cette association sont le Botswana, le Kenya, le Lesotho, le Malawi, l'Île Maurice, le Mozambique, la Namibie, le Rwanda, l'Afrique du Sud, le Swaziland, la Tanzanie, l'Ouganda, la Zambie, et le Zimbabwe. Le soutien financier est fourni par l'Agence suédoise internationale de développement et de coopération.
- Timor oriental. - A adopté les IPSAS en base cash.
- San Salvador. - Un projet de la Banque mondiale a comme objectif l'adoption des IPSAS par le Salvador.
- Estonie. - Le processus est en place pour adopter les IPSAS en base d'engagement.
- Fidji. - Processus en place pour adopter les IPSAS en base d'engagement.
- France. - L'État dispose d'une comptabilité générale depuis 2006, date à laquelle le compte général de l'État a été publié pour la première fois. La certification en est effectuée par la Cour des comptes. Les normes comptables de l'État sont fondées sur les normes françaises pour le secteur privé, les IFRS et les IPSAS. Ces normes sont adoptées sur avis du Conseil de normalisation des comptes publics.
- Gambie. - Les IPSAS en base trésorerie sont en cours d'adoption, et la Gambie adoptera par la suite les IPSAS en base d'engagement.
- Ghana. - A adopté les IPSAS en base cash, et est en transition vers les IPSAS en base d'engagement.
- Guatemala.- Processus en place pour adopter les IPSAS en base d'engagement.
- Honduras. - Processus en place pour adopter les IPSAS en base d'engagement.
- Hongrie. - Un projet jumelé de l'Union Européenne pour la comptabilité et d'autres réformes inclut les IPSAS.
- Inde. - Le Conseil des normes de comptabilité publique (Gouvernement Accounting Standards Advisory Board) est favorable à l'adoption limitée des IPSAS en base cash pour les opérations au comptant et l'adoption des IPSAS correspondantes en base d'engagement pour les transactions comptabilisées autrement qu'en comptabilité de trésorerie.

Un plan d'action a été préparé pour la transition de la comptabilité de trésorerie vers la comptabilité d'engagement et un cadre opérationnel pour sa mise en œuvre. La possible transition vers la comptabilité d'engagement a été planifiée par phases s'étalant sur 10 à 12 années.
Le gouvernement central et la majorité des gouvernements d'États indiens ont accepté l'idée de la comptabilité d'engagement. Le comité des normes comptables pour les collectivités locales (Committee on Accounting Standards for Local Bodies) revoit les IPSAS en vue de leur adoption.
- Indonésie. - Des normes de comptabilité publique compatibles avec les IPSAS sont en cours de préparation.
- Israël. - L'adoption des IPSAS en base d'engagement par toutes les entités du secteur public est en cours.
- Italie. - Processus en place pour adopter les IPSAS en base d'engagement.
- Jamaïque. - Décision d'adopter les IPSAS en base d'engagement, et le changement est en cours.
- Japon. - Le gouvernement a adopté une comptabilité d'engagement, qui est en ligne avec les IPSAS.

- Le conseil municipal de Tokyo a commencé la préparation des comptes en comptabilité d'engagement, en appliquant des principes comptables similaires aux IPSAS. Les états financiers de Tokyo sont disponibles en ligne.
- Kazakhstan. - Le Gouvernement du Kazakhstan a annoncé qu'à compter du 1er janvier 2013, la République du Kazakhstan préparera et présentera les comptes du secteur public en conformité, en tous aspects matériels, avec les normes comptables internationales du secteur public (IPSAS) en base d'engagement.

Les pratiques actuelles de comptabilité du secteur public sont fondées sur divers décrets publiés par le gouvernement.
La proposition actuelle est de migrer directement aux IPSAS. Le processus de migration a été initié par le ministère des Finances avec l’aide de la Banque centrale.
- Kosovo. - Ayant adopté les IPSAS en comptabilité de trésorerie en 2004, la République du Kosovo fut parmi les premiers pays dans le monde à publier ses comptes annuels en conformité avec les IPSAS en comptabilité de trésorerie. Les comptes annuels sont disponibles en anglais sur : états financiers.
- Koweït. - Le Ministère des Finances de l’État du Koweït a le projet de mettre en œuvre les IPSAS en comptabilité d’engagement.
- Laos. - La Banque mondiale travaille avec le gouvernement pour adopter les IPSAS.
- Lettonie. - Un projet jumelé de l’Union européenne concernant la comptabilité et d’autres réformes inclut les IPSAS.
- Liban. - Projet en cours pour passer aux IPSAS.
- Liberia. - Le 19 novembre 19 le ministre des Finances libérien, The Hon Augustine Ngafuan, a annoncé l’adoption des IPSAS en comptabilité de trésorerie pour toutes les transactions concernant le gouvernement central du Liberia. Le ministère a aussi annoncé le but à long terme du gouvernement d’adopter les IPSAS en comptabilité d’engagement. Les IPSAS en comptabilité de trésorerie seront appliqués pour préparer les comptes annuels de l’année fiscale juillet 2009 à juin 2010; le gouvernement va migrer vers la comptabilité d’engagement IPSAS dans un délai de cinq années.
- Lituanie. - Un projet jumelé de l’Union européenne concernant la comptabilité et d’autres réformes inclut les IPSAS.
- Macédoine. - En cours d’adoption des IPSAS en comptabilité de trésorerie, va ensuite adopter la comptabilité d’engagement IPSAS.
- Malaisie. - Le Gouvernement Fédéral Malaisien a adopté les IPSAS en comptabilité de trésorerie. Ses comptes annuels pour l’année 2005 ont été préparés en conformité avec les IPSAS en comptabilité de trésorerie ; ils ont été audités par l’Institution suprême d’audit de Malaisie et a reçu une certification sans réserve.
- Maldives. - L’Acte d’Audit du pays autorise l’application des IPSAS en comptabilité de trésorerie mais ceci n’est pas spécifié dans la loi de finances publiques. Le processus d’adoption des IPSAS est en cours. Le Ministère des Finances et du Trésor a planifié le passage aux formats IPSAS pour les états financiers, les notes, et l’annexe aux comptes en 2009 dans le cadre d’un projet de comptabilité du secteur public.
- Mauritanie. - Décision prise d’adopter les IPSAS, mise en œuvre commencée.
- Mongolie. - Paragraphe 26.3 de la Loi de Finance pour les Entités Budgétaires spécifie que les Entités étatiques préparent les comptes annuels selon les IPSAS en comptabilité d’engagement. Le ministère des Finances de Mongolie et l’Institut des experts-comptables (Mongolian Institute of Certified Public Comptables) fournissent aux entités du secteur public le manuel IPSASB à cet effet.
- Maroc. - Le projet de réforme des Institutions inclut les IPSAS.
- Népal. - Il y a un consensus général chez les décideurs, les professionnels de la comptabilité, et les organisations internationales sur le besoin pour le Népal d’adopter les IPSAS en comptabilité de trésorerie. Le Népal a développé ses normes de comptabilité du secteur public en référence aux IPSAS en comptabilité de trésorerie, grâce à une étroite collaboration entre la profession comptable et le gouvernement. Des projets sont faits pour changer la loi comptable pour incorporer l’utilisation obligatoire des IPSAS.
- Pays-Bas. - Le gouvernement a étudié l’adoption des IPSAS en comptabilité d’engagement. Le Ministère des Finances a soumis une évaluation de ce pilote au parlement en octobre 2008, expliquant que la comptabilité d’engagement n’est pas plus utile pour le ministère que le système actuel de comptabilité mixte engagement-trésorerie. Le Ministère a décidé d’améliorer le système actuel de comptabilité mixte engagement-trésorerie et l’information non financière dans le budget et le rapport annuel. Le parlement a requis une analyse des expériences en comptabilité d’engagement des autres pays. La comptabilité d’engagement a déjà été adoptée par les agences, quangos et les autres entités publiques à caractère entrepreneurial.
- La Nouvelle-Zélande. - A adopté une comptabilité d’engagement compatible avec les IPSAS. La Nouvelle-Zélande applique les NZ-IFRS au secteur public, avec des amendements pour les organismes d’intérêt public ('public benefit entities ou PBE') pour garantir que les entités du secteur public comptabilisent les postes tels que « revenus de transactions inégales» et « actifs détenus pour générer des services et non des cash-flows ». Grâce à ces amendements, les normes finales qui s’appliquent aux entités du secteur public, sont très similaires aux IPSAS.
- Nicaragua. - A adopté les IPSAS en comptabilité de trésorerie.
- Nigeria. - En cours d’adoption des IPSAS en comptabilité de trésorerie, va ensuite procéder à l’adoption de la comptabilité d’engagement IPSAS.
- Norvège. - Le gouvernement central coordonne le changement vers la comptabilité d’engagement. La Norvège applique les IPSAS en comptabilité d’engagement partout où les normes norvégiennes comptables du secteur privé ne s’appliquent pas.
- Pakistan. - Le gouvernement a prévu d’appliquer toutes les normes IPSAS en comptabilité de trésorerie. La conformité avec les IPSAS (mode trésorerie) est considérée comme une étape de transition vers la comptabilité d’engagement. Un projet de la Banque Mondiale soutient ce changement.
- Autorité palestinienne. - Les comptes annuels 2008 sont les premiers comptes annuels en IPSAS en comptabilité de trésorerie à être publiés par l’Autorité Palestinienne.
- Pérou. - En cours d’adoption des IPSAS. Les IPSAS 1 à 17 ont été mis en œuvre on 1er janvier 2004 et les IPSAS Standards 18 à 21 ont été mis en œuvre le 14 mars 2006.
- Philippines. - A adopté les IPSAS en comptabilité d’engagement.
- Roumanie. - Le gouvernement central a adopté la comptabilité d’engagement, incluant certaines des IPSAS, notamment IPSAS 1 ‘Présentation des états financiers’, IPSAS 2 ‘État des Cash-flows’, IPSAS 12 ‘Inventaires’, IPSAS 17 ‘Immobilisations matérielles’ et IPSAS 19 ‘Provisions, passifs contingents et actifs contingents’. Un plan prévoit l’amélioration de la comptabilité d’engagement, la convergence avec les autres IPSAS et les comptes consolidés pour l’ensemble des entités gouvernementales (2008–2009).
- Russie. - A adopté les IPSAS en comptabilité d’engagement et a fait des progrès significatifs vers leur mise en œuvre.
- Rwanda. - A adopté les IPSAS en comptabilité de trésorerie.
- Serbie. - Processus en place pour adopter les IPSAS en comptabilité d’engagement.
- Singapour. - A adopté full comptabilité d’engagement standards, consistant avec les IPSAS.
- République slovaque. - A adopté les IPSAS en comptabilité d’engagement.
- Afrique du Sud. - Adoption en cours des IPSAS en comptabilité d’engagement, avec des amendements sud-africains.
- Espagne. - Le ministre de l’Économie et des Finances met en œuvre les IPSAS en comptabilité d’engagement pour la comptabilité du secteur public. Le Ministre compte avoir mis en œuvre les IPSAS en comptabilité d’engagement en 2011. La traduction du manuel IPSAS en espagnol est disponible.
- Sri Lanka. - Les comptes annuels sont préparés en conformité avec les IPSAS en comptabilité de trésorerie depuis 2002. L’incorporation d’information additionnelle en base d’engagement dans les comptes annuels a été vue comme un premier pas vers la comptabilité complètement en base d’engagement. Le gouvernement a exprimé son engagement à adopter la comptabilité en base d’engagement IPSAS pour la comptabilité et le budget. Le gouvernement du Sri Lanka a requis que la profession comptable (l’Institute of Chartered Accountants of Sri Lanka, ICASL[6]) prépare (traduise ?) les normes IPSAS en comptabilité d’engagement pour leur utilisation par les entités du secteur public. Le ‘ICASL's Public Sector Accounting Standards Committee’ a commencé le processus de développement d’une version Sri Lankaise des IPSAS. En juillet 2009, cinq standards ont été complétés et communiqués au Gouvernement.
- Suisse. - Le gouvernement fédéral a adopté les IPSAS, avec effet en 2007. Le gouvernement du canton de Genève a aussi adopté les IPSAS en 2008 et le canton de Zurich en 2009.
- Tanzanie. - Le Comptable général a obtenu l’adoption des IPSAS en comptabilité de trésorerie par le gouvernement central en 2008, avec un plan de migration aux IPSAS en comptabilité d’engagement en 2010. Les gouvernements locaux sont passés aux IPSAS en comptabilité d’engagement pour l’année fiscale clôturée en juin 2009.
- Ouganda. - Le gouvernement a adopté les IPSAS.
- Ukraine. - Un décret présidentiel requiert le gouvernement à adopter la comptabilité d’engagement, et les standards de comptabilité pour une application similaire aux IPSAS.
- Royaume-Uni. - Le secteur public applique des principes de comptabilité globalement conformes aux IPSAS. Les comptes des départements et entités du gouvernement central et du secteur médical vont être produits selon les IFRS (International Financial Reporting Standards) adoptés par l’Union européenne, à compter de 2009/10. Les IPSAS forment les normes de second niveau dans la hiérarchie utilisée pour développer les guidances de comptabilité fondées sur les IFRS, et sont utilisés pour les questions non couvertes par les IFRS or IAS, où ils fournissent des conseils additionnels sur les interprétations et adaptations au contexte du secteur public. Les collectivités locales vont adopter ce cadre comptable à compter de 2010/11.
- États-Unis d'Amérique. - Applique des normes comptables qui sont globalement en conformes aux IPSAS.
- Uruguay. - Le gouvernement a décrété les IPSAS pour la comptabilité des entités publiques. Ceci est établi par la clause 21 du décret 81, daté du 17 décembre 2002, qui donne la responsabilité à la Cour des comptes (National Audit Office of the Republic) de publier les états financiers. Le décret 327/997 donne la responsabilité au General Accounting Office d’édicter le cadre général pour la comptabilité publique, y compris le plan de comptes, toutes les normes, et de publier les comptes annuels du Trésor national et les Comptes Publics. Le General Accounting Office ne s’est pas encore conformé au décret, mais il fait un grand effort pour mettre en œuvre le mandat et pour installer un système de comptabilité fiable. Il prépare aussi le personnel gouvernemental pour devenir compétent et efficace en IPSAS.
- Ouzbékistan. - A adopté les IPSAS en comptabilité de trésorerie.
- Vanuatu. - Processus en place pour adopter les IPSAS en comptabilité d’engagement.
- Vietnam. - Processus en place pour adopter les IPSAS avec le soutien de la Banque mondiale. Traduction des IPSAS en cours.
- Yémen. - Processus en place pour adopter les IPSAS en comptabilité de trésorerie.
- Zambie. - Le gouvernement a mis en œuvre les IPSAS en comptabilité de trésorerie.

### Formation
L'université de Genève (HEC) délivre un certificat (CAS) « Normes internationales IFRS et IPSAS »